# Čretež, Grebinj
Čretež (nemško Tschrietes) je naselje v Občini Grebinj v Okraju Velikovec na Koroškem v Avstriji.